# Tino Vegar
Tino Vegar (ur. 30 stycznia 1967 w Splicie) - były chorwacki piłkarz wodny, zdobywca srebrnego medalu Igrzysk Olimpijskich w Atlancie.